# Baggersee Klein Ilsede
Der Baggersee Klein Ilsede (auch Teich Klein Ilsede) ist ein Baggersee am nördlichen Ortsrand von Klein Ilsede, einem Ort in der Gemeinde Ilsede, Landkreis Peine, Niedersachsen. Er liegt etwa 1 km südlich von Peine.
Der See wird vom Fischereiverein Peine-Ilsede und Umgebung e.V. als Angelgewässer genutzt. Nachtangeln ist erlaubt.